# Bolesław Marecki
Bolesław Marecki (właściwie B. Gerenkopf, ur. 1861, zm. 9 września 1921 w Warszawie) – polski aktor teatralny, śpiewak (baryton), dyrektor teatrów prowincjonalnych.

## Kariera aktorska
Debiutował w 1875 r. w teatrze krakowskim. Następnie występował w zespołach teatrów prowincjonalnych: Kazimierza Filleborna (sez. 1877/1878), Franciszka Idziakowskiego (1883), Józefa Puchniewskiego (1884–1886), Jana Szymborskiego (1886), Józefa Teksla (1886–1887), Lucjana Dobrzańskiego, Jana Reckiego i Tomasza Smotryckiego (sez. 1889/1890), Ludwika Czystogórskiego (1891–1893, 1895), Ignacego Józefowicza (sez. 1894/1895), Jana Reckiego (sez. 1896/1897), a także w warszawskich teatrach ogródkowych: „Tivoli”, „Belle Vue”, „Nowy Świat”, „Eldorado” i „Wodewil” oraz w teatrze letnim w Parku Krakowskim. W sez. 1890/1891 występował w zespole Karola Kopczewskiego w Łodzi. Nie są potwierdzone jego związki z teatrem lwowskim w latach 1904–1905. Podczas I wojny światowej przebywał w Moskwie i w występował tam w polskim zespole operetkowym. Wystąpił m.in. w rolach: Teobalta (Maria Joanna), Agamemnona (Piękna Helena), Gasparda (Dzwony kornewilskie), Ottokara (Baron cygański), Krebsa (Ptasznik z Tyrolu), Janusza (Halka), Alfia (Rycerskość wieśniacza) i Hrabiego Luny (Trubadur).

## Zarządzanie zespołami teatralnymi
W 1893 założył własny zespół o profilu dramatycznym i operetkowym. Występował z nim w Lublinie,, Siedlcach i Radomiu, oraz w warszawskim teatrze ogródkowym „Belle Vue”. Po przerwie powrócił do prowadzenia własnego zespołu w latach: 1895, 1897 i 1899–1901, 1903–1905, 1909–1913. W 1918 r. zorganizował Wielki Teatr Ludowy przy ul. Ludowej w Warszawie, jednak po krótkim czasie wycofał się z pracy w teatrze. Repertuar był różnorodny, obejmował: operetki, opery, komedie i dramaty.

## Życie prywatne
Jego pierwszą żoną była aktorka teatralna Franciszka z Kozakowskich, a drugą aktorka i śpiewaczka Maria Żochowska.